# والتر أولبريخ
والتر أولبريخ (بالألمانية: Walter Ulbrich)‏ (و. 1910 – 1991 م) هو كاتب سيناريو، ومنتج أفلام ألماني، ولد في متز، توفي في غيرمرينغ، عن عمر يناهز 81 عاماً.

## وصلات خارجية
- والتر أولبريخ على موقع IMDb (الإنجليزية)
- والتر أولبريخ على موقع ألو سيني (الفرنسية)
- والتر أولبريخ على موقع أول موفي (الإنجليزية)
- والتر أولبريخ على موقع قاعدة بيانات الأفلام السويدية (السويدية)
- والتر أولبريخ على موقع قاعدة بيانات الفيلم (الإنجليزية)
- والتر أولبريخ على موقع كينوبويسك (الروسية)